# Aulendorf
Aulendorf là một xã ở huyện Ravensburg ở bang Baden-Württemberg thuộc nước Đức. Đô thị này có diện tích 52,33 km², dân số thời điểm 31 tháng 12 năm 2020 là 10.177 người.